# Chodakówek
Chodakówek – wieś w Polsce położona w województwie mazowieckim, w powiecie sochaczewskim, w gminie Sochaczew. Ma status sołectwa. Leży nad Utratą.
Przez miejscowość przebiega droga wojewódzka nr 580.
W latach 1975–1998 miejscowość administracyjnie należała do województwa skierniewickiego.